# 外側直筋
外側直筋（がいそくちょくきん、英語：lateral rectus muscle、ラテン語：musculus rectus lateralis）は、眼球の向きを変える外眼筋のひとつである。視神経を包む総腱輪の外側面から起始し、眼窩の外側壁に沿って走り、眼球の外側で強膜に停止する。眼動脈の枝である前・後毛様体動脈に栄養される。外転神経に支配され、収縮すると眼球を外側に向ける。外転神経の麻痺により外側直筋が収縮しなくなると、耳側に複視（ものが2つに見える）が現れる。これは頭蓋内圧亢進の徴候としてしばしば現れる。